# Polskie Towarzystwo Turystyczne „Beskid” w Cieszynie

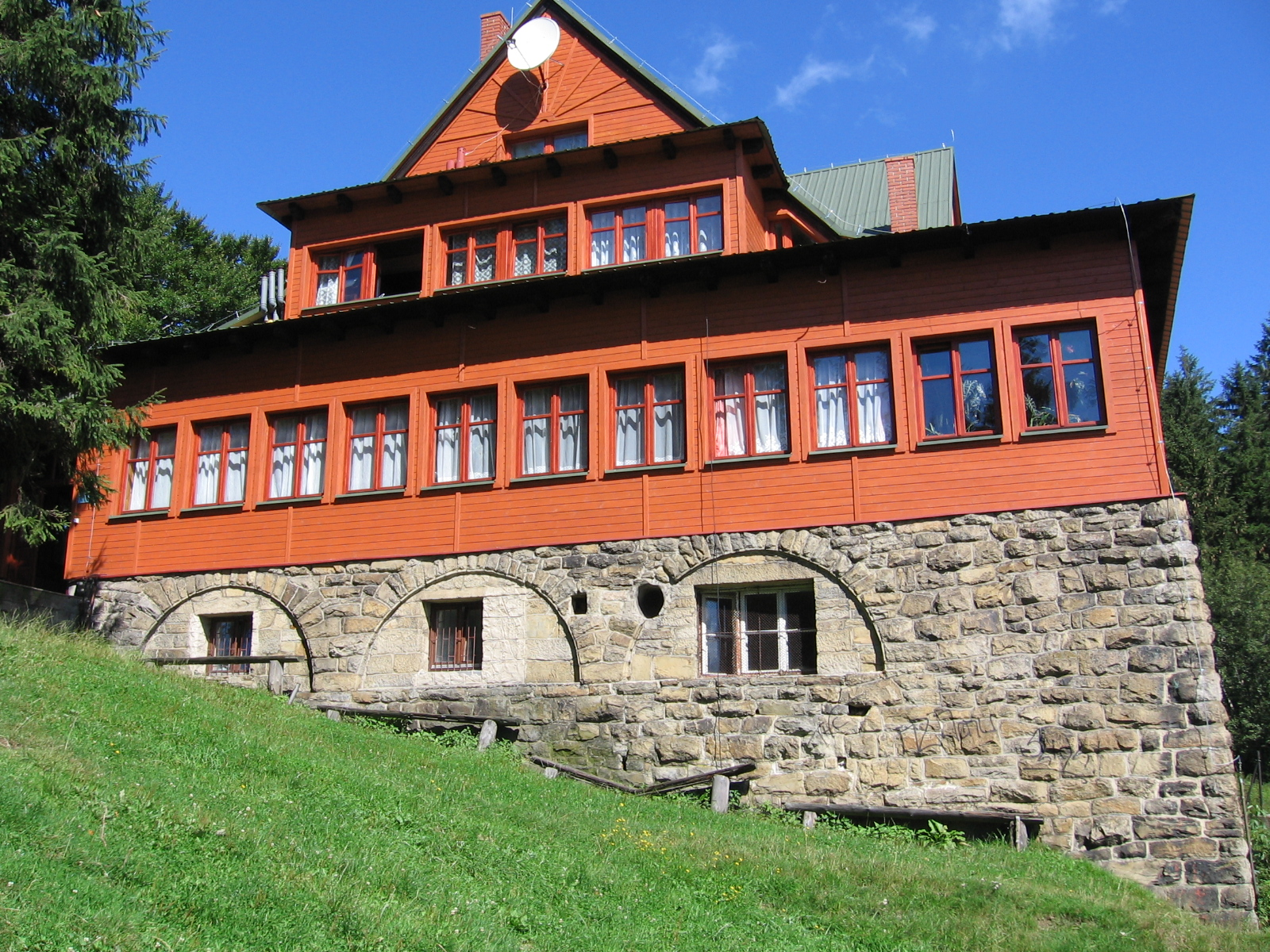
Schronisko na Stożku, którego budowę podjęło PTT „Beskid” w 1920 r.

Polskie Towarzystwo Turystyczne „Beskid” – polska organizacja turystyczna, założona w 1910 roku w Cieszynie. Jej powstanie było odpowiedzią na działalność niemieckich organizacji tego typu (głównie Beskidenverein, która starała się nie dopuścić do jakiejkolwiek pozaniemieckiej „konkurencji”), gdyż do tego momentu Polacy nie mieli żadnej własnej formacji, która działałaby w górach Śląska Cieszyńskiego.
Rozwój polskiej turystyki w śląskich Beskidach nabrał rozmachu w ostatnim dziesięcioleciu XIX w. Wśród turystów tych dominowali Polacy ze Śląska Cieszyńskiego i Górnego. Byli oni z reguły niemile widzianymi gośćmi w coraz liczniej powstających niemieckich schroniskach turystycznych. Widząc potrzebę stworzenia własnej bazy turystycznej dr Jan Michejda już w 1903 r. nabył na Czantorii parcelę z zamiarem ofiarowania jej przyszłemu polskiemu towarzystwu turystycznemu pod budowę schroniska. Akcję tę natychmiast storpedowali Niemcy, budując w 1904 r. na sąsiedniej działce swój obiekt.
Polscy turyści często spotykali się po zejściu z gór u Józefa Jońca, kierownika szkoły w Rzece. Tam właśnie w 1908 r. dr Jan Kotas, młody notariusz z Cieszyna, zaproponował Górnoślązakom założenie wspólnej polskiej organizacji turystycznej. Propozycja została zaakceptowana. Zebranie organizacyjne towarzystwa odbyło się 7 sierpnia 1909 roku. Wybrany tam komitet przygotował projekt statutu, który przedłożono władzom.
6 marca 1910 odbyło się walne zgromadzenie założycielskie. Do zarządu weszło wówczas 15 osób - połowa pochodziła z pruskiej części Śląska i Warszawy. Najliczniej reprezentowani byli pedagodzy, oprócz nich trzej duchowni (katoliccy i ewangeliccy), trzej prawnicy i czterej lekarze. Pierwszym prezesem został mecenas Cyryl Ratajski.
Za najpilniejsze zadanie uznano budowę własnego schroniska. Początkowo wybrano górę Stożek, ale na skutek nacisków administracyjnych (budowę obiektu za zagrożenie dla własnych interesów uznało Beskidenverein), transakcja kupna gruntu nie doszła do skutku. Zdecydowano się więc na Ropiczkę (918 m n.p.m.) w dzisiejszym Beskidzie Morawsko-Śląskim. W 1913 r. stanęło tam polskie schronisko, wybudowane w stylu zakopiańskim. W 1918 r. strawił je pożar i nie zostało już przez PTT „Beskid” odbudowane.
Po decyzji Rady Ambasadorów z 28 lipca 1920 r. dokonany został podział Śląska Cieszyńskiego wzdłuż linii grzbietu Stożka i Czantorii na części polską i czeską (zwaną Zaolziem). Polskie Towarzystwo Turystyczne „Beskid” uległo przymusowemu podziałowi i jako takie formalnie zakończyło działalność.
Mieszkający na terenie Polski działacze „Beskidu” uchwalili w lutym 1921 r. przystąpienie do Polskiego Towarzystwa Tatrzańskiego, tworząc Oddział Polskiego Towarzystwa Tatrzańskiego „Beskid Śląski” z siedzibą w polskim Cieszynie.
Członkowie PTT „Beskid” pozostali w czechosłowackiej części Śląska Cieszyńskiego wnieśli w lipcu 1921 r. podanie do władz krajowych w Opawie o nostryfikację statutu „Beskidu” i zgodę na rozpoczęcie działalności jako Polskie Towarzystwo Turystyczne „Beskid Śląski” z siedzibą w Orłowej (w 1932 r. zmieniło ono nazwę na Polskie Towarzystwo Turystyczno-Sportowe „Beskid Śląski”).
Tuż po I wojnie światowej PTT „Beskid” zdecydowało się wybudować nowe schronisko turystyczne - powrócono do upatrzonej już lokalizacji na Stożku. Na skutek podziału Śląska Cieszyńskiego (patrz wyżej) parcelę pod schronisko przejął i budowę dokończył w 1922 r. nowo powstały Oddział PTT „Beskid Śląski” z polskiego Cieszyna.